# DesRoches-Nunatakker
Die DesRoches-Nunatakker sind zwei Nunatakker im westantarktischen Queen Elizabeth Land erstrecken. In der südwestlichen Patuxent Range der Pensacola Mountains ragen sie 5 km östlich des Postel-Nunatak auf.
Der United States Geological Survey kartierte sie anhand eigener Vermessungen und Luftaufnahmen der United States Navy aus den Jahren von 1956 bis 1966. Das Advisory Committee on Antarctic Names benannte sie 1968 nach Joseph DesRoches, Meteorologe auf der Amundsen-Scott-Südpolstation im antarktischen Winter 1967.